# اشتفان ماورر
اشتفان ماورر (انگلیسی: Stefan Maurer; ۶ اکتبر ۱۹۶۰ – ۲۸ ژانویهٔ ۱۹۹۴) دوچرخه‌سوار اهل سوئیس بود.